# Ankertorget

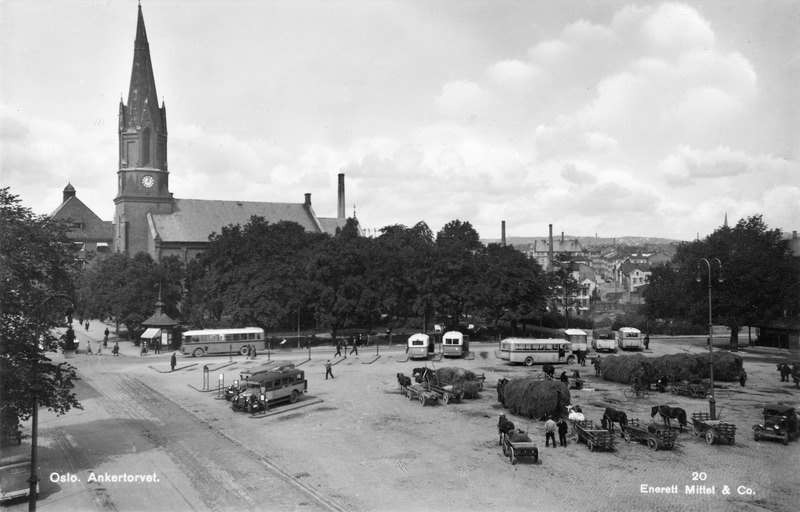
Ankertorget mellan 1935 och 1939. Jakob kirke i bakgrunden.

Ankertorget är ett torg i Oslo som ligger i området Hausmannsområdet i stadsdelen Grünerløkka och avgränsas av Torggata, Hausmannsgate, Storgata och Axel Maurers vei. Torget har fått sitt namn efter Christian Anker, som ägde Ankerløkka och var en av Oslos (som då hette Christiania) rikaste affärsmän. 

## Historia
Ankertorget anlades 1880-1882 delvis på mark från av den nedlagda Ankerløkken kirkegård. Ankertorget anlades som furagetorg, det vill säga torg för omsättning av hästfoder. Här fanns vakthus, och här låg den offentliga köttkontrollen från 1894 till 1908, då den flyttades till Grønlands torg. Från 1921 till början av 1970-talet var torget bussterminal för busslinjer till Oslos södra och östliga omgivande områden. 
I många år fanns de stora gastankar på tomten, som säkrade gasförsörjning till många bostäder i området.
På 1970-talet byggdes Anker Studentbolig på området, och Anker Hotel gick gradvis från att vara ett sommarhotell till att bli ett helårshotell.
Ca år 2000-2002 utvidgades området, och antalet studentbostäder ökade från ca 500 till ca 1000.
Det byggdes samtidigt flera kontors- och butikslokaler längs Storgata och Hausmannsgate.
Anker Hostel startade ca år 2003, och växte till att bli ett stort vandrarhem.
2009-2010 utvidgades Anker Hotel med 100 extra rum och en stor konferensavdelning.
Ankertorget består idag av Anker Studentbolig, Anker Hotel, Anker Hostel och Anker Næring, som tillsammans utgör Anker STI.
Anker STI är en stiftelse som ska säkra studentbostäder. De andra divisionerna subventionerar studentbostäderna.